# Rhodacanthis
Rhodacanthis Rothschild, 1892 è un genere estinto di uccelli passeriformi della famiglia Fringillidae.

## Etimologia
Il nome scientifico del genere, Rhodacanthis, deriva dalla parola greca ῥοδον (rhodon, "rosa") cui si somma ακανθις (akanthis, indicante gli organetti), in riferimento alla livrea di questi uccelli.

## Descrizione
Si tratta di uccelletti di dimensioni medio-piccole (19–23 cm), dal becco grosso e massiccio ma allo stesso tempo allungato e incurvato in punta: mentre i maschi esibivano livrea vivacemente colorata (rossa nel fringuello della koa maggiore, gialla nel fringuello della koa minore), le femmine erano perlopiù marroncine, con sfumature colorate su petto e dorso.

## Distribuzione e habitat
Tutte le specie erano endemiche delle Hawaii, con le due specie estintesi più di recente che vivevano sull'isola di Hawaii vera e propria, mentre le due specie estintesi in tempi più remoti abitavano Kauai, Oahu e Maui.
Come intuibile dal nome comune, l'habitat dei fringuelli della koa era costituito dalle foreste a prevalenza di Acacia koa e Acacia koaia. Le due specie subfossili, invece, sembravano prediligere ambienti a quote più basse e meno strettamente legati alla copertura arborea, specialmente R. litotes

## Biologia
Questi uccelli vivevano in gruppetti familiari e la loro vita gravitava in larga parte attorno ai grandi alberi di koa e soprattutto di koaiʻa, dei cui frutti e semi si nutrivano e dove costruivano il nido, in maniera simile al legame osservabile fra il palila e il māmane: probabilmente a causa della loro dieta, questi uccelli emettevano un odore particolare, che ne caratterizzava anche le carni.

## Estinzione
Due specie di fringuelli della koa sono state scoperte e classificate solo di recente, e sono note unicamente sotto forma di subfossili: le restanti due, invece, si sono estinte alla fine del XIX secolo, immediatamente dopo la loro descrizione scientifica, principalmente a causa della distruzione delle foreste native per far spazio a pascoli e allevamenti.

## Tassonomia
Il genere comprende unicamente specie estinte: di queste, due si sono estinte in tempi recenti, mentre altre due sembrano essere scomparse ben prima dell'arrivo degli europei sulle isole, probabilmente a seguito della colonizzazione polinesiana delle Hawaii.
Le specie ascritte al genere sono le seguenti:
- Rhodacanthis flaviceps Rothschild, 1892 - fringuello della koa minore
- Rhodacanthis forfex James & Olson, 2005 - fringuello della koa dal becco incrociato
- Rhodacanthis litotes James & Olson, 2005 - fringuello della koa ancestrale
- Rhodacanthis palmeri Rothschild, 1892 - fringuello della koa maggiore

Nell'ambito della tribù dei Drepanidini, il genere Rhodacanthis, forma un clade con Chloridops - Loxioides, nonché col genere (anch'esso estinto) Xestospiza.